# Styrax glabratus
Styrax glabratus är en storaxväxtart som beskrevs av Heinrich Wilhelm Schott. Styrax glabratus ingår i släktet Styrax och familjen storaxväxter. Inga underarter finns listade i Catalogue of Life.